# Metacordyceps chlamydosporia
Metacordyceps chlamydosporia (Pochonia chlamydosporia is de anamorf van Metacordyceps chlamydosporia) is een schimmel, die behoort tot de familie Clavicipitaceae en is voor het eerst beschreven door H.C. Evans en kreeg zijn huidige naam in 2007 van G.H. Sung, J.M. Sung, Hywel-Jones & Spatafora.

## Beschrijving
De kolonie is cremewit. De lichtgele stromata zijn 11-14 × 0,4-1,25 mm groot. De flesvormige perithecia zijn gewoonlijk bruin-oranje.

## Biologische bestrijding
Metacordyceps chlamydosporia kan parasitaire rondwormeieren van bijvoorbeeld Meloidogyne incognita en de hondenspoelworm aantasten.